# Schloss Zeil

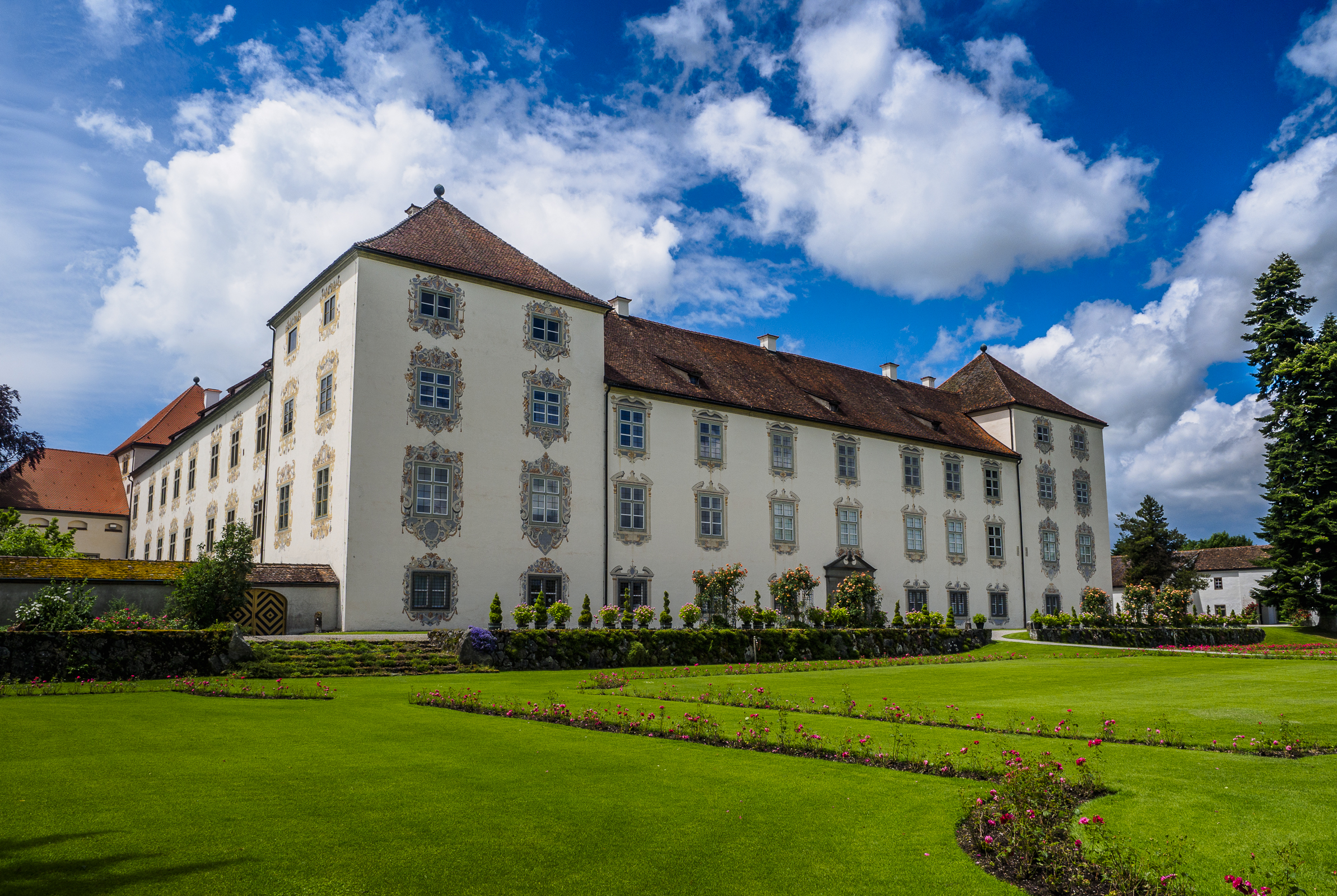
Schloss Zeil

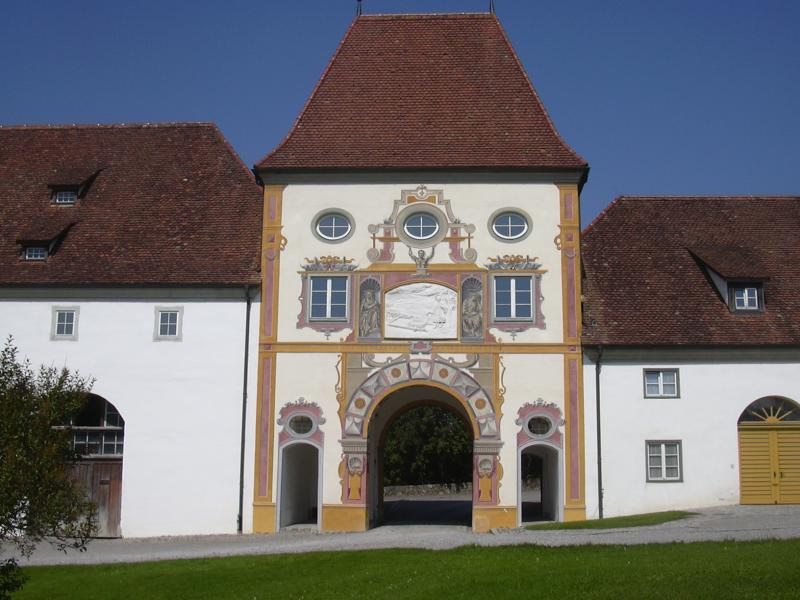
Eingangstor

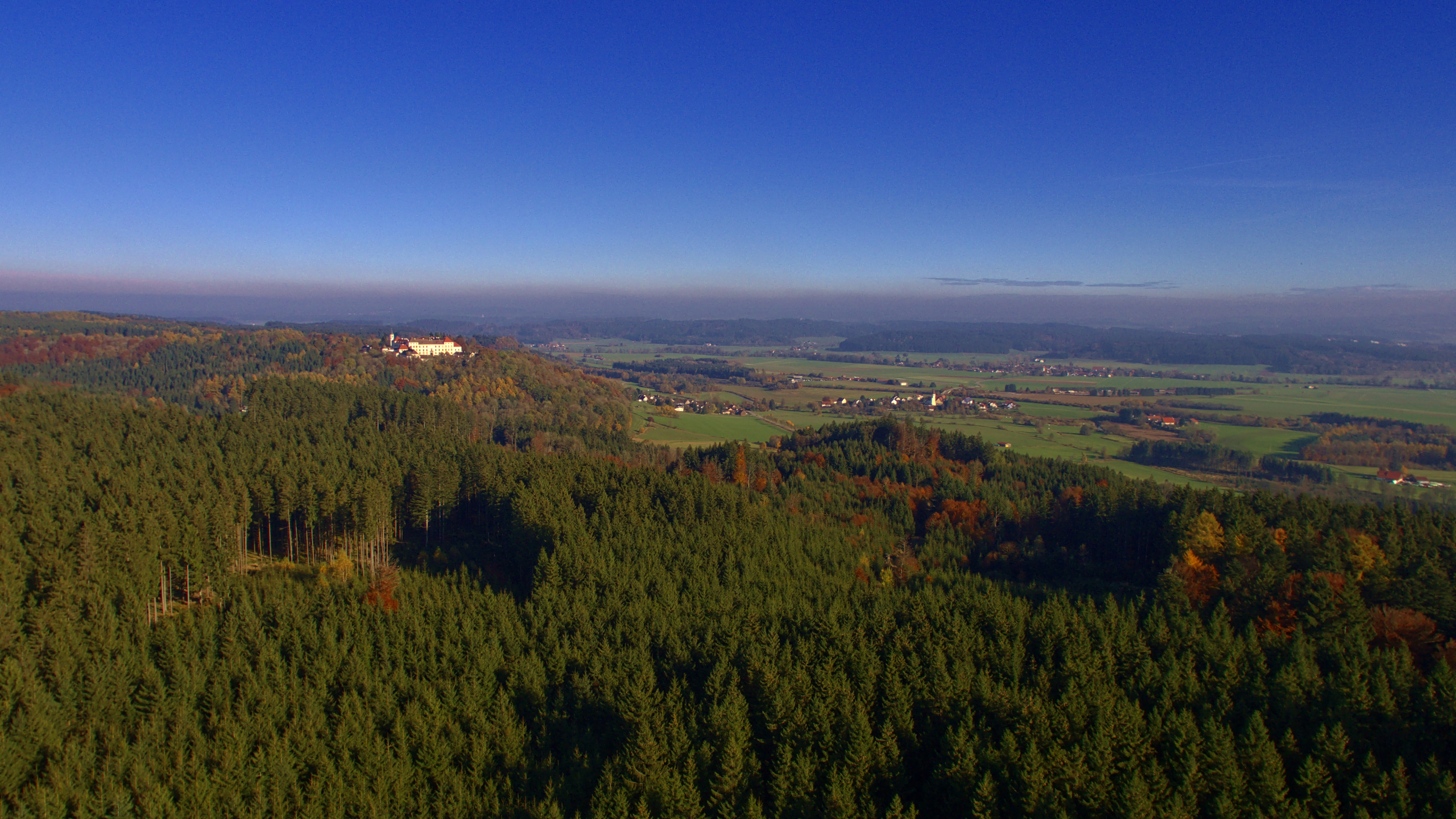
Moränenlandschaft um Schloss Zeil

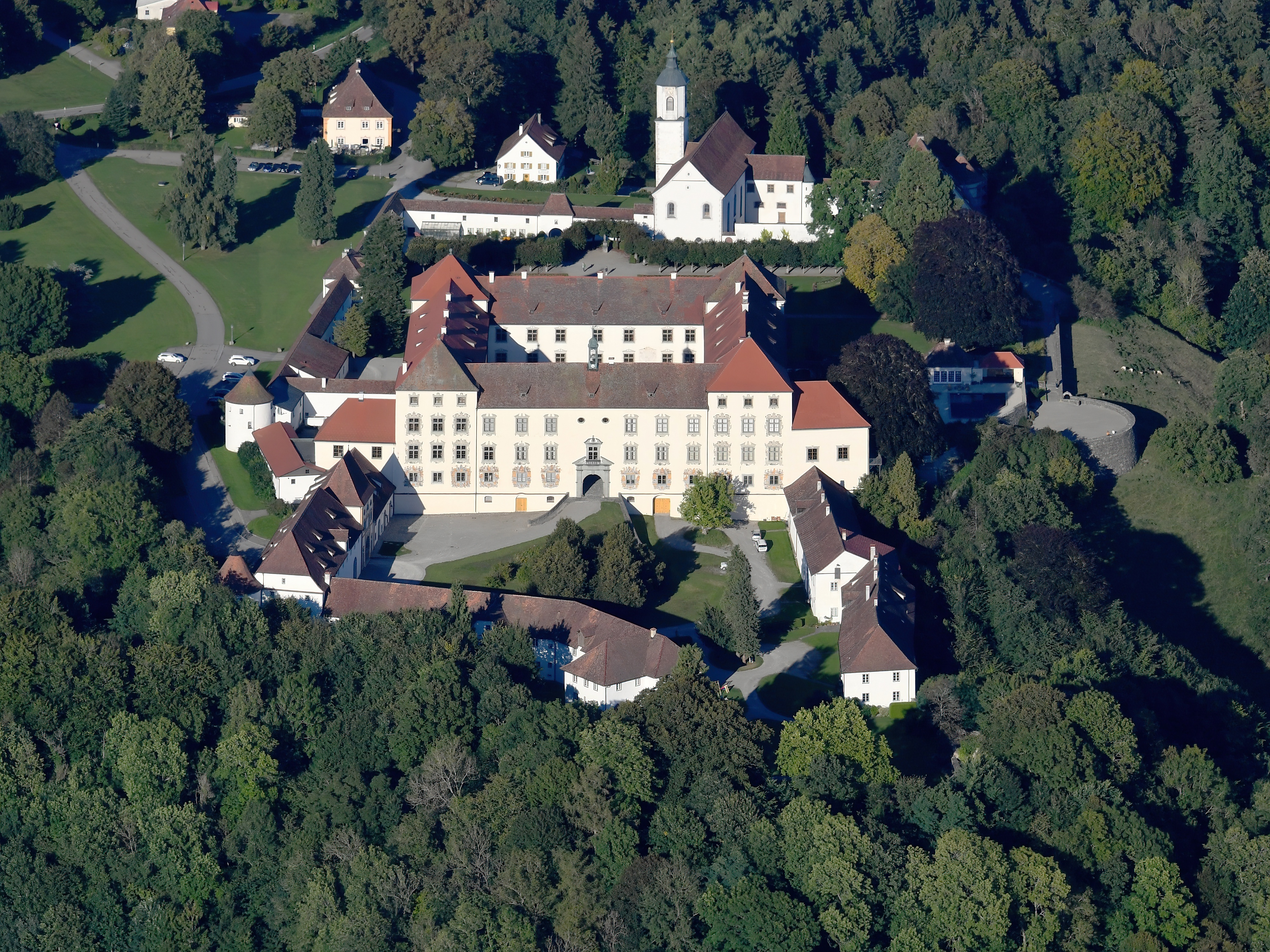
Luftbild des Schlosses Zeil von Westen

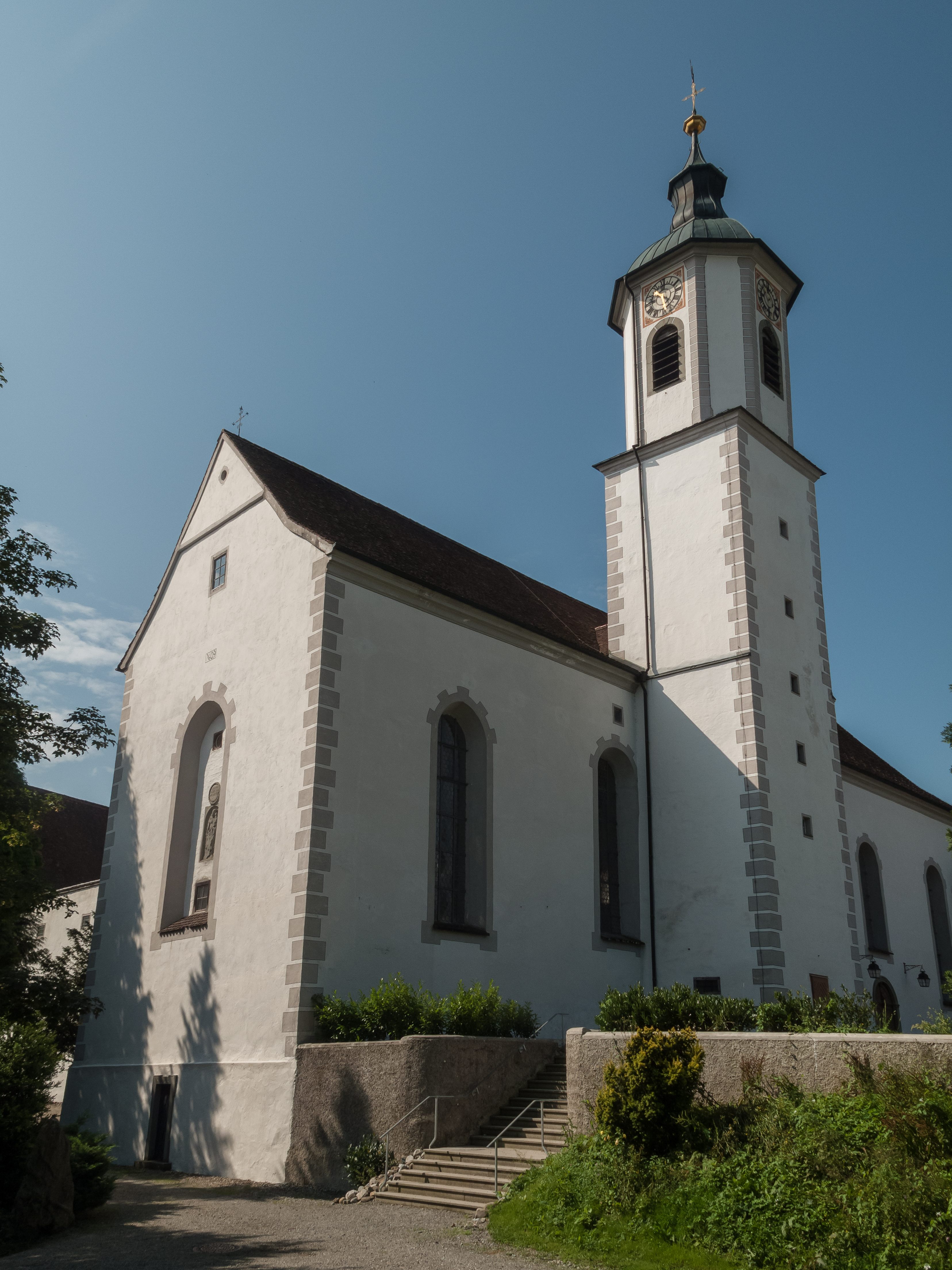
Pfarrkirche St. Maria

Schloss Zeil ist die Residenz der Nachfahren der Fürsten von Waldburg-Zeil in Leutkirch im Allgäu.

## Geschichte
Der 752 Meter hoch gelegene Standort (also etwa 100 m über Leutkirch) des Schlosses auf einer eiszeitlichen Endmoräne war schon in der Hallstattzeit  besiedelt. Im Mittelalter wurde durch die Truchsessen von Waldburg eine kleine Burg errichtet, die 1598 abgebrochen wurde. Unter Truchsess Froben von Waldburg-Zeil wurde von 1599 bis 1614 das heutige vierflügelige Schloss im Stil der Renaissance errichtet. Schon vorher hatte er eine Kirche und ein Hauskloster errichten lassen. Die umgebende Gartenanlage der Renaissancezeit wurde im Barock, im 19. Jahrhundert und im 20. Jahrhundert dem Geschmack der jeweiligen Zeit angepasst, seit den 1930er Jahren jedoch wieder im Sinne der Renaissance verändert.
1945 diente das Schloss kurzzeitig als Unterkunft von Mitgliedern des Vichy-Regimes mit Marschall Pétain, nachdem diese aus Sigmaringen, wo sie als französische Exilregierung fungierten, evakuiert worden waren.
Ab 1961 lebte der Archäologe Christoff Graf von Vojkffy von Vojkovic (* 1879; † 1970) als Gast auf Schloss Zeil. Vojkffy hatte sich zuvor insbesondere durch seine Forschung zur Steinzeit im Allgäu sowie durch den Fund der Venus von Mauern (1948) einen Namen gemacht. Auch im Umland von Schloss Zeil führte er zahlreiche Feldbegehungen und Funde durch, insbesondere von steinzeitlichen Werkzeugen aus Radiolaritgestein. Seine umfangreiche Sammlung vermachte er später dem Pfahlbaumuseum Unteruhldingen und dem Forschungsinstitut für Vor- und Frühgeschichte am Bodensee.
Vojkffy blieb bis zu seinem Tod 1970 auf Schloss Zeil und wurde in der Nähe, auf dem Friedhof von Reichenhofen-Unterzeil, beigesetzt. Mit ihm starb das letzte männliche Mitglied der Familie Vojkffy von Vojkovic.
Im Innenhof des Schlosses befindet sich eine in den Jahren 1982 bis 1989 von Maximilian Rueß geschaffene Brunnenanlage.

## Nutzung
Heute befindet sich das Schloss im Besitz von Erich Fürst von Waldburg zu Zeil und Trauchburg. Es wird sowohl als Privatresidenz der fürstlichen Familie als auch von der Liegenschaftsverwaltung genutzt. Eine Besichtigung des Schlosses ist nicht möglich. Park und Aussichtsterrasse hingegen sind ganzjährig öffentlich zugänglich. Der Großteil des Schlosses wird als einzelne Wohneinheiten vermietet.
Teil der Schlossanlage ist die Pfarrkirche St. Maria (Mariä Himmelfahrt). Schloss Zeil bildet außerdem einen amtlich benannten Gemeindeteil der Stadt Leutkirch im Allgäu.
Nordöstlich des Schlosses steht im Wald die kleine Josefskapelle, die 1858 aus Holz errichtet wurde.

## Aussicht
Die Lage des Schlosses hoch über dem Unterallgäu erlaubt einen weiten Blick auf den Alpenbogen: Von Karwendel und Wettersteingebirge im Südosten über Allgäuer und Lechtaler Alpen, Verwall, Lechquellengebirge, Rätikon und Alpstein im Süden bis zu den Glarner, Urner und Berner Alpen sowie dem 165 km entfernten Pilatus im Südwesten.